# Правительство Сербии (2016)
Второе правительство Александра Вучича было сформировано после прошедших выборов в Скупщину, состав правительства следующий:
| Министр | Министр                 | Партия       | Должность                                                         | Срок полномочий   |
| ------- | ----------------------- | ------------ | ----------------------------------------------------------------- | ----------------- |
|         | Александр Вучич         | СПП          | Премьер-министр                                                   | 11 августа 2016 - |
|         | Ивица Дачич             | СПС          | Первый вице-премьер Министр иностранных дел                       | 11 августа 2016 - |
|         | Небойша Стефанович      | СПП          | Вице-премьер Министр внутренних дел                               | 11 августа 2016 - |
|         | Зорана Михайлович       | СПП          | Вице-премьер Министр строительства, транспорта и инфраструктуры   | 11 августа 2016 - |
|         | Расим Ляич              | СДПС         | Вице-премьер Министр торговли, туризма и телекоммуникация         | 11 августа 2016 - |
|         | Душан Вуйович           | Беспартийный | Министр финансов                                                  | 11 августа 2016 - |
|         | Горан Кнежевич          | СПП          | Министр экономики                                                 | 11 августа 2016 - |
|         | Бранислав Недимович     | СПП          | Министр сельского хозяйства и охраны окружающей среды             | 11 августа 2016 - |
|         | Александр Антич         | СПС          | Министр горного дела и энергетики                                 | 11 августа 2016 - |
|         | Нела Кубурович          | Беспартийная | Министр юстиции                                                   | 11 августа 2016 - |
|         | Ана Брнабич             | Беспартийная | Вице-премьер Министр государственного и локального самоуправления | 11 августа 2016 - |
|         | Зоран Джорджевич        | СПП          | Министр обороны                                                   | 11 августа 2016 - |
|         | Младен Шарчевич         | Беспартийный | Министр просвещения, науки и технологического развития            | 11 августа 2016 - |
|         | Златибор Лончар         | Беспартийный | Министр здравоохранения                                           | 11 августа 2016 - |
|         | Александр Вулин         | ДС           | Министр труда и социальной защиты                                 | 11 августа 2016 - |
|         | Ваня Удовичич           | СПП          | Министр по делам молодежи и спорта                                | 11 августа 2016 - |
|         | Владан Вукосавлевич     | Беспартийный | Министр культуры и информации                                     | 11 августа 2016 - |
|         | Ядранка Йоксимович      | СПП          | Министр без портфеля                                              | 11 августа 2016 - |
|         | Славица Джукич-Деянович | СПС          | Министр без портфеля                                              | 11 августа 2016 - |
|         | Милан Кркобабич         | ПОПС         | Министр без портфеля                                              | 11 августа 2016 - |